# Карадог ап Грифид
Карадог ап Грифид (валл. Caradog ap Gruffydd; погиб в 1081) — король Гвента с 1063 по 1081 год, с 1074 года объединивший под своей рукой Гвент и Гливисинг в Морганнуг, претендент на власть над Дехейбартом и одна из ключевых политических фигур последних лет независимости юго-восточного Уэльса. Представитель династии Ридерха ап Иестина. После того как его старший брат, Оуайн, был отравлен в 1060 году, Карадог стал главным наследником отца.

## Биография
После падения Грифида ап Лливелина в 1063 году, объединившего Уэльс под своей рукой, его владения распались на несколько изначальных территорий, находившихся в статусе клиентов по отношению к английской короне. Карадог унаследовал фамильный домен в Гвинллуге и верхнем Гвенте. Однако ему также досталось и семейное честолюбие, что проявилось в 1065 году, когда победитель Грифида ап Лливелина — Гарольд Годвинсон начал в Протскевете строительство королевской резиденции. 24 августа люди Карадога напали на лагерь англичан, разорив нижний Гвент, не получив при этом никакого возмездия от английской короны, которая вскоре встала перед лицом более серьёзной проблемы — вторжением Вильгельма Завоевателя.
Практически сразу после установления своей власти в Англии нормандцы начинают формирование валлийской марки. Одним из активных деятелей, участвовавших в этом процессе был Вильям Фиц-Осберн, граф Херефорд, который уже к началу 1070-х годов подчинил себе весь Гвент, установив границу по Аску. При этом он нанёс поражение правителю Дехейбарта Маредиду и его брату Рису, сыновьям Оуайна ап Эдвина, и Кадугану ап Мейригу, носившему титул короля Морганнуга. Союзником Риса был Риддерх, двоюродный брат Карадога. Карадог сохранил претензии своего рода на власть в Дехейбарте и попытался воспользоваться этим ослаблением принцев юга Уэльса. Он при поддержке нормандцев разбил в 1072 году Маредида на реке Римни, однако Рису ап Оуайну удалось сохранить трон Дехейбарта за собой. Тем не менее, Карадогу удаётся усилить свои позиции, когда в 1074 году умирает Кадуган ап Меуриг, и Риддерх, убитый другим кузеном Карадога, Мейрхионом ап Рисом, и Карадог подчиняет себе оставшиеся независимыми территории Гливисинга и Гвента.
Тем временем, Рису ап Оуайну всё тяжелее становится удерживать трон Дехейбарта, он отбивает атаки нормандцев в 1073 и 1074 годах, а затем вступает в конфронтацию с представителем династии Матравала — Бледином ап Кинвином, который после раздела владений Грифида ап Лливелина получил Гвинед. Рис ап Оуайн при поддержке дворян Истрад-Тиви побеждает Бледина в 1075 году и убивает его. На трон Гвинеда приходит Трахайарн ап Карадог, двоюродный брат Бледина, который становится союзником Карадога ап Грифида в борьбе с принцем Дехейбарта. В результате их совместных действий в 1078 году Рис ап Оуйан терпит поражение, и люди Карадога убивают его, по выражению «Хроники принцев» осуществив «отмщение за кровь Бледина ап Кинвина». Однако и в этот раз Карадогу не удаётся взять корону Дехейбарта, которая достаётся троюродному брату Риса ап Оуайна — Рису ап Теудуру.
В 1081 году Карадог вторгается в Дехейбарт, и Рис ап Теудур вынужден искать убежища в Соборе Святого Давида. Последний вступает в союз с Грифидом ап Кинаном, представителем дома Аберфрау, уже пытавшимся вернуть себе исконные владения своего рода в Гвинеде. Рис ап Теудур и Грифид ап Кинан с одной стороны, и Трахайарн ап Карадог и Карадог ап Грифид — с другой, сходятся в решающей битве при Минид-Карн, последние терпят поражение и гибнут. Так умирает последний правитель объединённого Морганнуга. Из-за последовавших за его смертью династических споров юго-восточный Уэльс под натиском нормандских баронов марки окончательно утрачивает свою независимость к 1091 году. Тем не менее, сын Карадога — Оуайн удерживает за собой Гвиннлуг, и их род продолжает существование до 1270 года, нося титул лордов Гвинллуга и Кайрлеона.